# David Giles
David Giles (27 de novembro de 1964) é um velejador australiano, medalhista olímpico. Ele competiu nos Jogos Olímpicos de Verão de 1996 na classe Star e conquistou a medalha de bronze, tendo totalizado 69 pontos nas onze regatas disputadas, ao lado de Colin Beashel. Ele foi bolsista do Australian Institute of Sport.